# 當代雜誌
《當代》雜誌（1986年5月-1996年2月、1997年7月-2007年10月、2010年6月-2010年11月，共245期） ，英文名稱Con-Temporary Monthly，由合志文化事業股份有限公司出版發行之月刊型刊物，為台灣人文思想的綜合型雜誌，內容涵蓋哲學、思想、政治、社會、文學、藝術、電影和建築等，同時包含西方學術短篇著作之譯文發表，目前已停刊。